# Кафедральний собор Різдва Христового (Тернопіль)
Кафедральний собор Різдва Христового, або Це́рква Різдва́ Христо́вого (Середня) в Тернополі — одна з найдавніших культових споруд Тернополя. Належить до храмів із бічними конхами. У 1700 церква стала греко-католицькою, після 1946 передана РПЦ, нині — собор ПЦУ.
Оголошена пам'яткою архітектури національного значення (охоронний номер 636).

## Історія

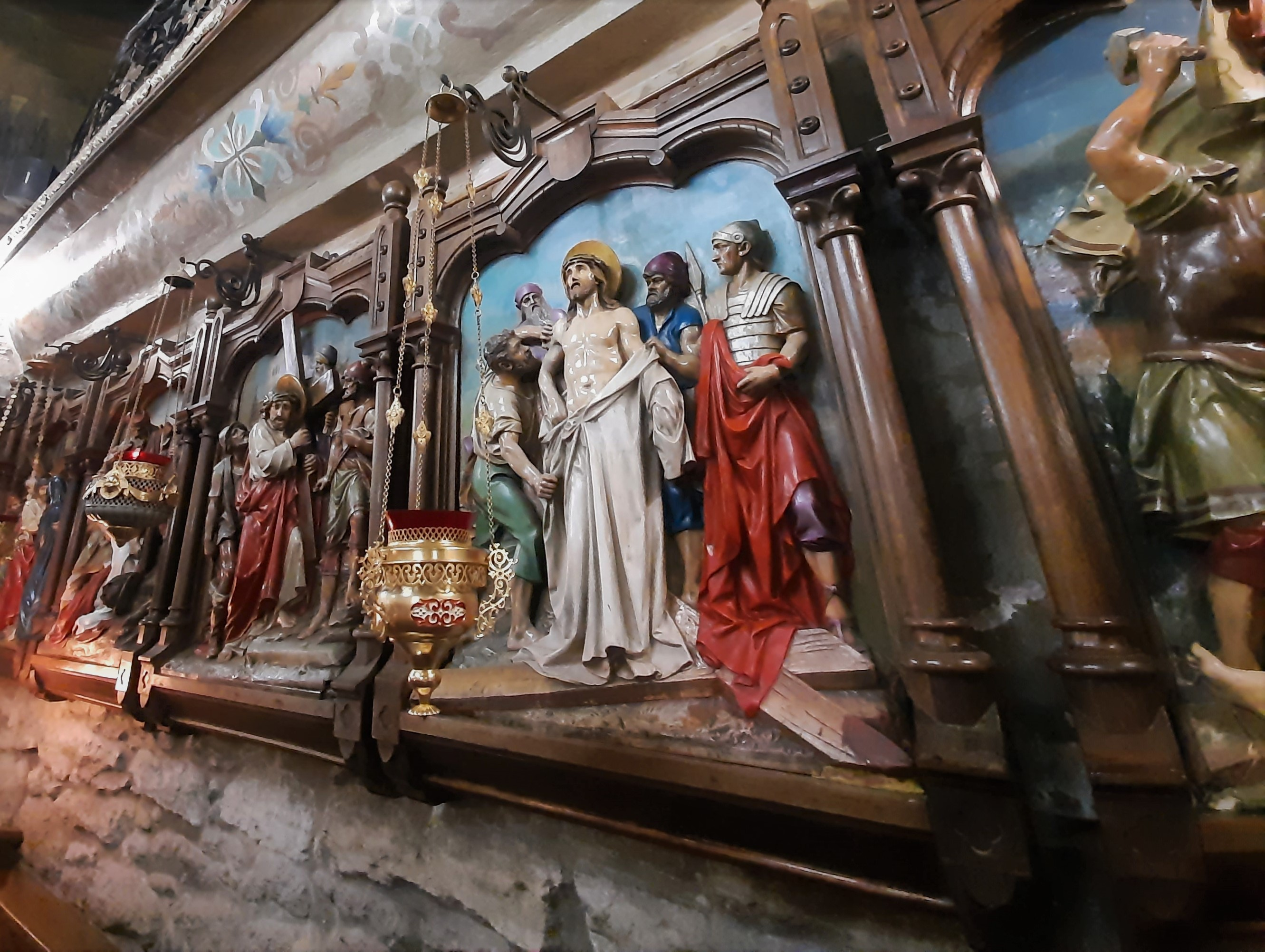
Скульптурна галерея у Церкві Різдва Христового в Тернополі

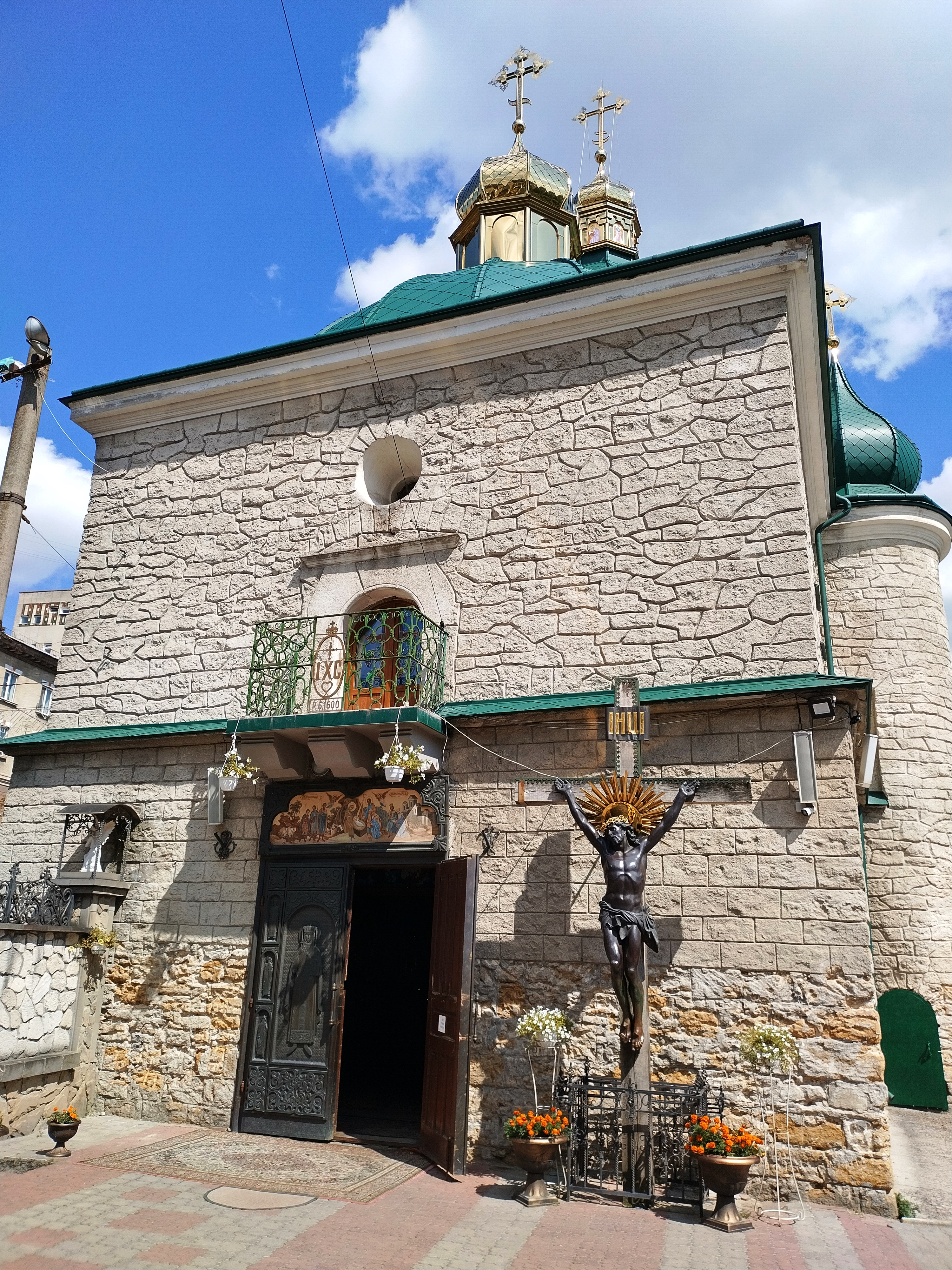
Центральний вхід до храму

На місці сучасної стояла дерев'яна церква, знана як Середня (згоріла наприкінці XVI ст.), перша згадка — в королівській грамоті (6 липня 1566): йдеться, що міський мур укріпив син засновника Яна-Амора Тарновського — Кшиштоф (Христофор) Тарновський.
Кам'яну споруду будували від липня 1602 до вересня 1608 року. Фундатори — ктитори С. Григорович, В. Ігнатович, будівничий Леонтій, парафіяни міста. У камені, вмурованому над входом до церкви, згадані імена:
- князів Костянтина-Василя та Олександра Острозьких, які у (1570 році виділили 60 морґів поля на витрати храму і шпиталю для вбогих православних міщан;
- патріарха Єремії II (Траноса) та вченого-мовознавця Кирила Ставровецького (Транквіліона), які 1589 року зустрілися з тернопільськими братчиками;
- єпископа; Гедеона Балабана, за якого почали зводити храм.

Вартість будівництва — 1916 злотих. Храм освячений у день Різдва Христового 1609 р. За переказами, у церкві молився гетьман Богдан Хмельницький. Згодом перебудували бабинець, утворили 2 поверхи, відокремивши приділ Святої Трійці в окрему церквицю, що згадана у грамоті єпископа Йосифа Шумлянського (1668 року). Тоді прибудували бастіони, перехідні галереї.
1808 року під час реконструкції розібрали стелю, збільшили внутрішню висоту, змінили розпис храму.
Сучасного вигляду церква набула після 1937 р., коли у вівтарній частині вибили для кращого освітлення 2 вікна, дещо змінили форму головного купола, оновили розпис.
Під час Другої світової війни храм не зазнав значних руйнувань. У 1958 знесли кам'яну загорожу, дзвіницю, не зберігся хрест жертвам Пошесті холери (1770).
Святиня храму — чудотворна ікона Божої Матері.

## Священники

### Греко-католицький період

#### Парохи і адміністратори
о. Михайло Білинський (бл.1832—1865), о. Василь Фортуна (1865—1893), о. Володимир Громницький (1893—1895 — адміністратор, 1895—1938 — парох), о. Стефан Ратич (1938—бл.1944).

#### Сотрудники (помічники пароха)
о. Теодор Котович (бл.1832—1835), … Василь Кузьма(1914—бл.1918), о. Збир Микола (співзасновник Земляцького об'єднання «Тернопільщина», громадської організації українців у США, яка видала збірник «Шляхами Золотого Поділля», 1942—1944),… о. Семен Стецько (1909—1913),… о. Стефан Ратич (1919—1938), о. Микола Когут (1941—бл.1944).

### Період РПЦ
о. Олесь Ґерета (другий священик, 1961—1963).

### Період УАПЦ
Довший час у храмі служив предстоятель Української автокефальної православної церкви митрополит Мефодій (Кудряков), якого поховали на подвір'ї церкви 27 лютого 2015 року. За часів настоятельства Мефодія за його ініціативи на зовнішній стіні храму було встановлено пам'ятні знаки святому князю Володимиру Великому з нагоди 1025-річчя хрещення Русі-України, Василю Липківському, Патріархам Мстиславу (Скрипнику) та Володимиру (Романюку), а також пам'ятник «Жертвам голодомору 1932—1933».

## Пам'ятники і пам'ятні знаки
- Пам'ятник митрополитові Василю Липківському на бічній стіні храму;
- Пам'ятник «Жертвам голодомору 1932—1933» на бічній стіні храму, встановлений Митрополитом Мефодієм;
- Пам'ятний знак святому князю Володимиру з нагоди 1025 років хрещення Русі-України, встановлений митрополитом Мефодієм;
- Пам'ятний знак Патріарху Мстиславу (Скрипнику) та Патріарху Володимиру (Романюку), встановлений митрополитом Мефодієм.

## Поховання
На подвір'ї церкви похований Митрополит Київський і всієї України, Предстоятель Української автокефальної православної церкви у 2000—2015 роках Мефодій (Кудряков).

## Скандали
21 квітня 2012 року настоятель храму митрофорний протоієрей Ігор Семирозум був помічений в бійці з пістолетом біля одного з ресторанів Збаража.
16 жовтня 2016 року в ТСН з'явився сюжет Сергія Гальченка про гуляння з 27 на 28 вересня в одному з нічних клубів Тернополя Архієпископа зі священиками церкви Різдва Христового настоятелем о. Ігорем Семирозумом, скарбником церкви протоієреєм о. Володимиром Герасимчуком та іподияконом Віталієм Окунським, що супроводжувалося танцями, бійками і залицяннями до дівчат. На виклик до бару прибув навіть поліційний наряд ДСО, щоб утихомирити панотців. Також у інтерв'ю журналістці телеканалу говорив неправду, за що потім вибачався. Їхню поведінку після оприлюднення цього відео в деталях розглянули на церковному соборі УАПЦ 18 жовтня, за рішенням якого Мстислава відправили на покаяння в один з монастирів, двох священиків та іподиякона Собор тимчасово відсторонив від пастирських обов'язків. Тимчасово виконувати обов'язки керуючого буде митрополит Галицький та Івано-Франківський, керуючий Івано-Франківською єпархією УАПЦ Андрій (Абрамчук).

## Цікаві факти
- 18 листопада 1918 у Середній церкві отець Володимир Громницький приймав присягу на вірність Українській державі (ЗУНР) співробітників окружної військової команди Тернополя та командирів підпорядкованих їй частин.[12]
- 29 серпня 2007 року під час заміни даху церкви будівельники знайшли великий парафіяльний архів, найдавніший із них датований 1725 роком: понад 20 метричних та адресних книг, виписки з них, розпорядчі документи, документи із життя мерії, чимало печаток, оригінальних підписів відомих церковних діячів: владики Андрія Шептицького та його помічника Никити Будки, Олександра Барвінського, Петра Білянського, Івана Бучка, листи й грамоти з підписом владик УГКЦ та інші.[13]
- У церкві знаходиться ікона святого сповідника лікаря Арсена — Арсенія Річинського, зарахованого до місцевошанованих святих, останки якого було доправлено з Казахстану і перепоховано в Україні за ініціативи митрополита Мефодія[14].